# Ischyromene lacazei
Ischyromene lacazei är en kräftdjursart som beskrevs av Emil Racoviţă 1908. Ischyromene lacazei ingår i släktet Ischyromene och familjen klotkräftor. Inga underarter finns listade i Catalogue of Life.